# Gretchen Osgood Warren et sa fille Rachel
Gretchen Osgood Warren et sa fille Rachel (Mrs Fiske Warren and Her Daughter Rachel) est un tableau réalisé par John Singer Sargent en 1903 et actuellement conservé au musée des beaux-arts de Boston.

## Description
Cette huile sur toile (152,4 × 102,55 cm) se trouve au musée des beaux-arts de Boston depuis 1964. Elle représente la poétesse américaine Gretchen Osgood Warren (en) (1871-1961) en compagnie de sa fille aînée Rachel, alors âgée de 12 ans. 

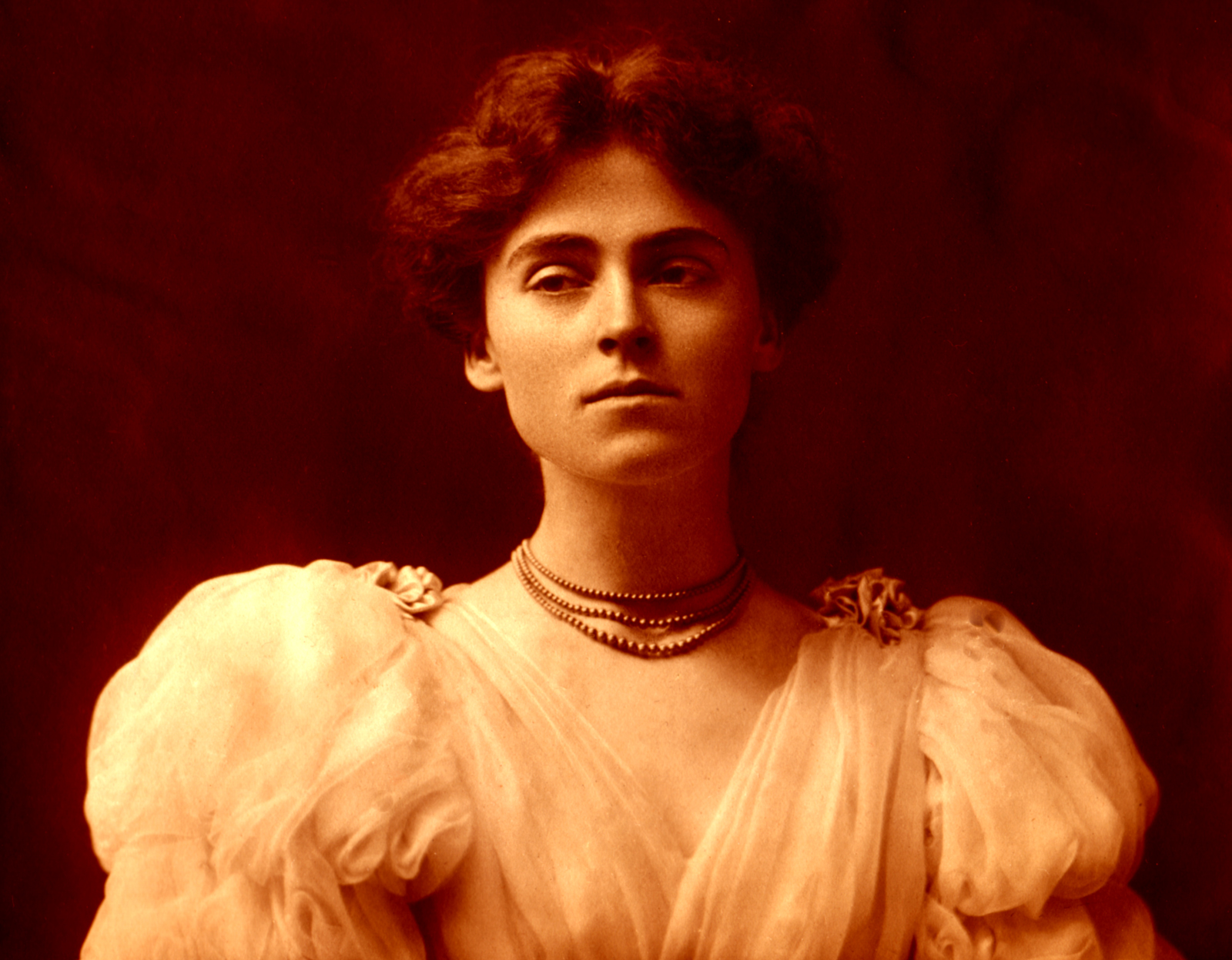

Gretchen Osgood appartenait à une famille éminente de Beacon Hill à Boston. Apparentée à la poétesse Frances Sargent Osgood (1811-1850), elle était la fille de la poétesse Margaret Cushing Osgood (en) (1847-1941) et la sœur aînée de Molly Childers (en) (1875-1964), épouse du nationaliste irlandais Robert Erskine Childers et mère d'Erskine Hamilton Childers, président de l'Irlande. 
Élevée aux États-Unis et en Europe, Gretchen Osgood étudia à Paris le chant avec Gabriel Fauré et le théâtre avec Coquelin aîné, deux amis de John Singer Sargent, même si son milieu et son éducation ne l'autorisaient pas à se produire en public.
Gretchen Osgood se maria en 1891 avec l'industriel et philanthrope Fiske Warren (en) (1862-1938), frère cadet de Samuel D. Warren (1852-1910) et d'Edward Perry Warren (1860-1928). Ce fut Fiske Warren qui commanda le tableau en avril 1903 à Sargent, portraitiste attitré de la société bostonienne.
Gretchen et Rachel posent dans la Gothic Room de la demeure de Fenway Court qui appartenait alors à la collectionneuse et mécène Isabella Stewart Gardner et qui abrite désormais le musée à son nom,. Celle-ci avait prêté la Gothic Room à son ami Sargent, qui l'utilisa comme studio et y peignit plusieurs tableaux. Gretchen et sa fille apparaissent ici entourées d'œuvres d'art, dont une statue de la Vierge à l'Enfant du XVe siècle, toujours visible dans la Gothic Room, qui soulignent la beauté et l'élégance des deux modèles. Toutefois, si l'attitude hiératique de Gretchen Osgood Warren évoque les grands portraits aristocratiques du passé, le style pictural de Sargent est résolument moderne.